# Danh sách chức quan thời quân chủ Việt Nam
Đây là bảng liệt kê danh sách tên chức quan lại Việt Nam thời quân chủ, lúc Việt Nam giành được độc lập cho đến khi bị Pháp đô hộ. Tên và số lượng các chức quan có thể thay đổi theo từng thời kỳ.

## A
- Á tướng
- Án sát

## B
- Bố chính
- Bộc xạ

## C
- Cấp sự
- Châu mục
- Chi hậu
- Chỉ huy sứ

## D
- Dụ đức

## Đ
- Đại học sĩ
- Đại lý tự
- Đại phu
- Đại tướng
- Đề đốc
- Đề lĩnh
- Đình úy
- Đô đốc
- Đốc đồng
- Đốc thị
- Đốc binh

## H
- Hành khiển
- Hiến ty
- Hiệp quản
- Hiệp thống
- Hiệp trấn
- Học sĩ

## K
- Khám lý
- Khâm mang
- Khâm phái
- Khâm sai
- Khu mật sứ
- Kiểm điểm
- Ký lục

## L
- Lang trung
- Lãnh binh
- Lưu thủ
- Lưu trấn

## N
- Ngự sử

## P
- Phủ doãn

## Q
- Quốc công
- Quận công

## T
- Tán lý
- Tán thiện
- Tể tướng
- Thái bảo
- Thái phó
- Thái sư
- Thái úy
- Tham tri
- Tham tri Chính sự
- Thị lang
- Thiêm sai
- Thiêm sự
- Thiếu bảo
- Thiếu phó
- Thiếu sư
- Thiếu úy
- Thống chế
- Thống đốc
- Thứ tử
- Thừa ty
- Thường thị
- Thượng thư
- Thượng tướng
- Tiết chế
- Tổng binh
- Tổng đốc
- Tổng quản
- Tổng trấn
- Trấn thủ
- Trấn ty
- Tri châu
- Tri huyện
- Tri phủ
- Trung doãn
- Trung sứ
- Trưng phủ
- Tuần phủ
- Túc quân
- Tư đồ
- Tư khấu
- Tư không
- Tư mã
- Tướng công
- Tướng quân

## V
- Viên ngoại lang

## X
- Xã quan
- Xuân phường